# Muxupip
Muxupip es una localidad del estado de Yucatán, México, cabecera del municipio homónimo ubicada 10 km al suroeste de Motul de Carrillo Puerto y 10 km al noreste de la ciudad de Tixkokob.

## Toponimia
El toponímico Muxupip significa en idioma maya "pan enterrado".

## Datos históricos
Muxupip está enclavado en el territorio que fue la jurisdicción de Ceh Pech antes de la conquista de Yucatán.
Sobre la fundación de la localidad no se conocen datos precisos antes de la conquista de Yucatán por los españoles. Se sabe, sin embargo, que durante la colonia estuvo bajo el régimen de las encomiendas conociéndose que había una establecida en 1579. 
Declarada la independencia de Yucatán, el pueblo de Muxupip formó parte del Partido de Motul hasta el año de 1927, en que se erigió cabecera del municipio libre del mismo nombre.  

## Sitios de interés turístico
En Muxupip se encuentra un templo en el que se venera a Santiago y la capilla de la Santa Cruz (ambas construcciones que datan del siglo XVII).
También hay un viejo "casco" de una exhacienda henequenera llamada Catzmil.

## Galería

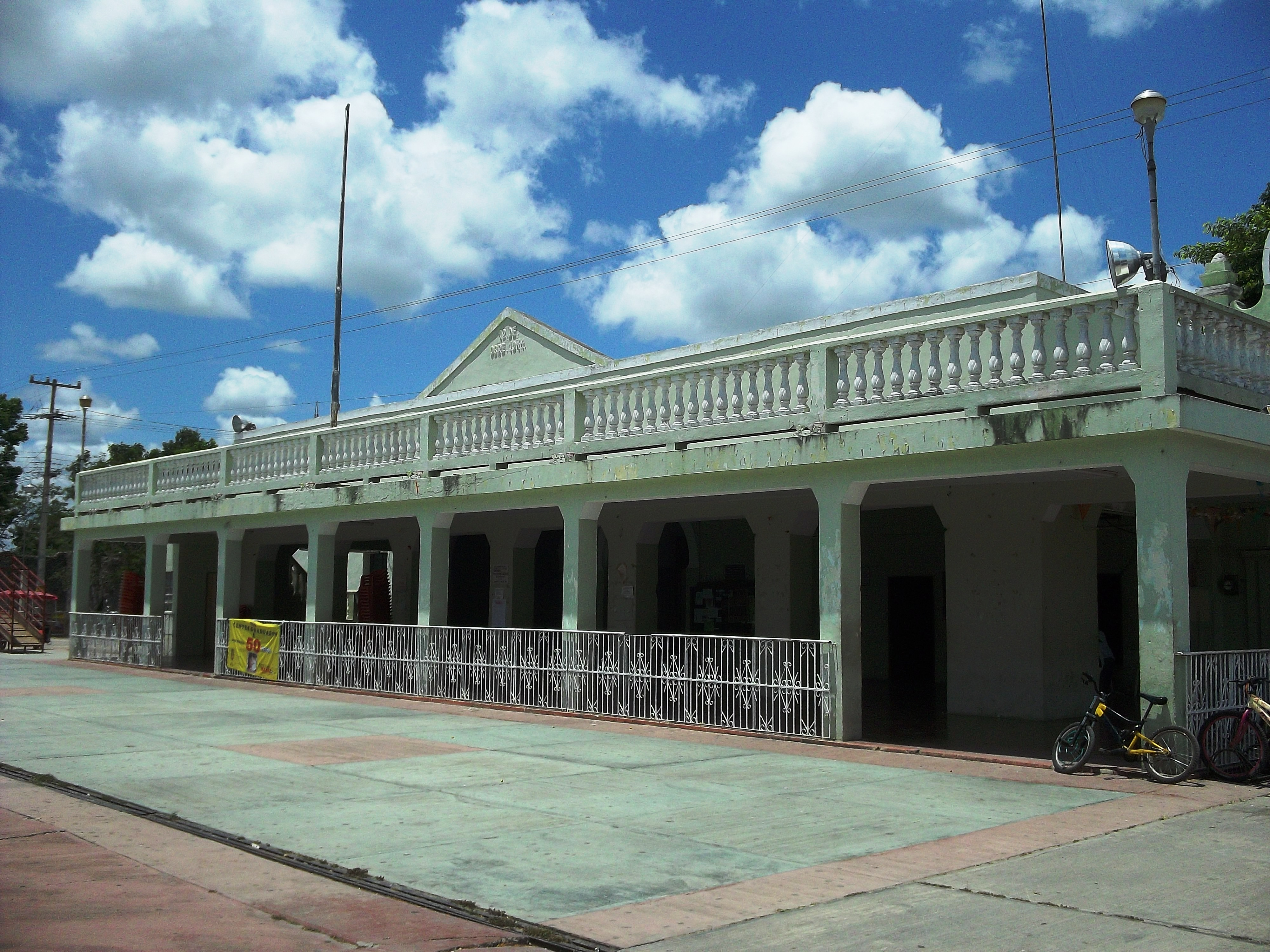
Palacio numicipal.
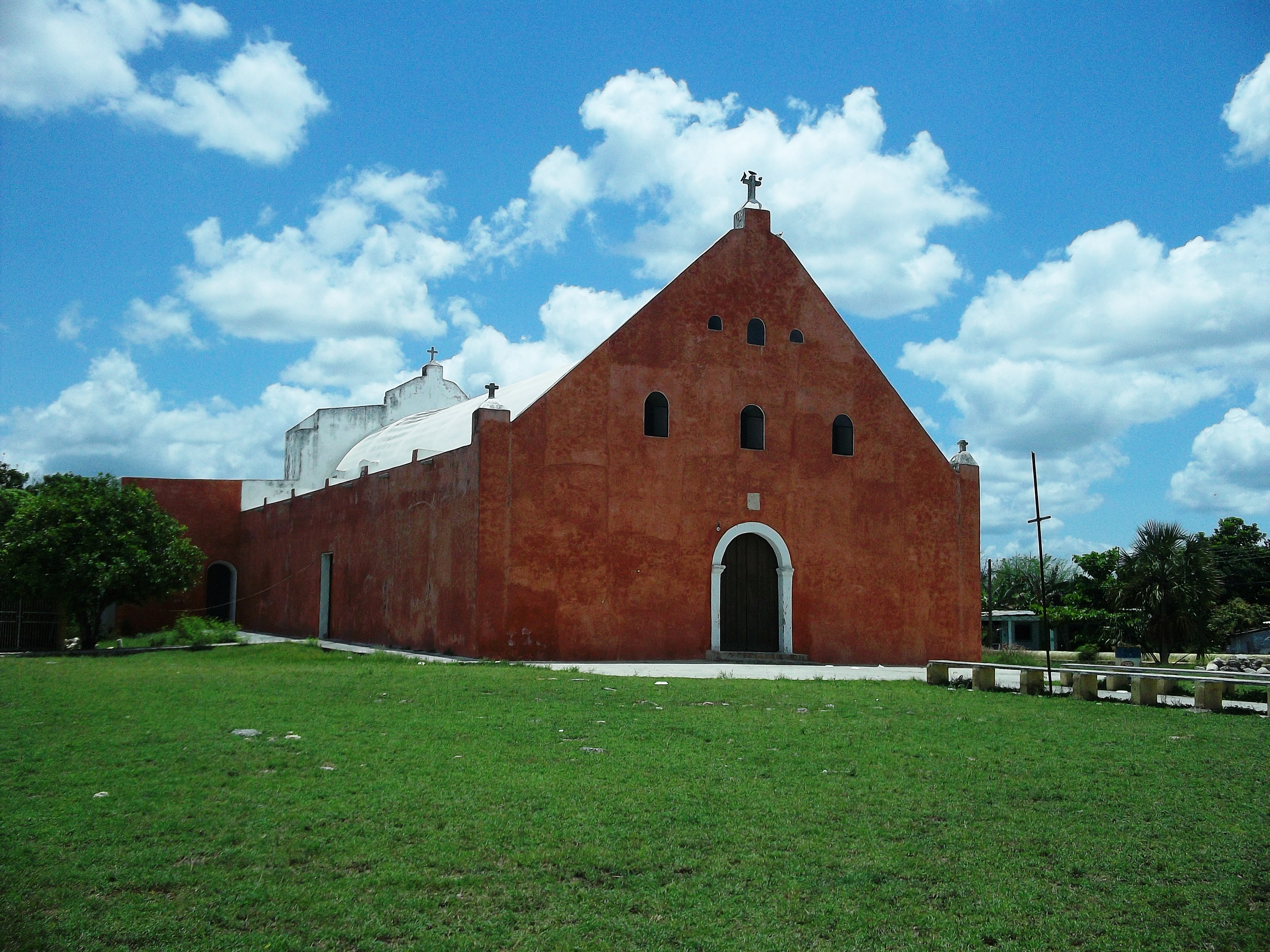
Iglesia.
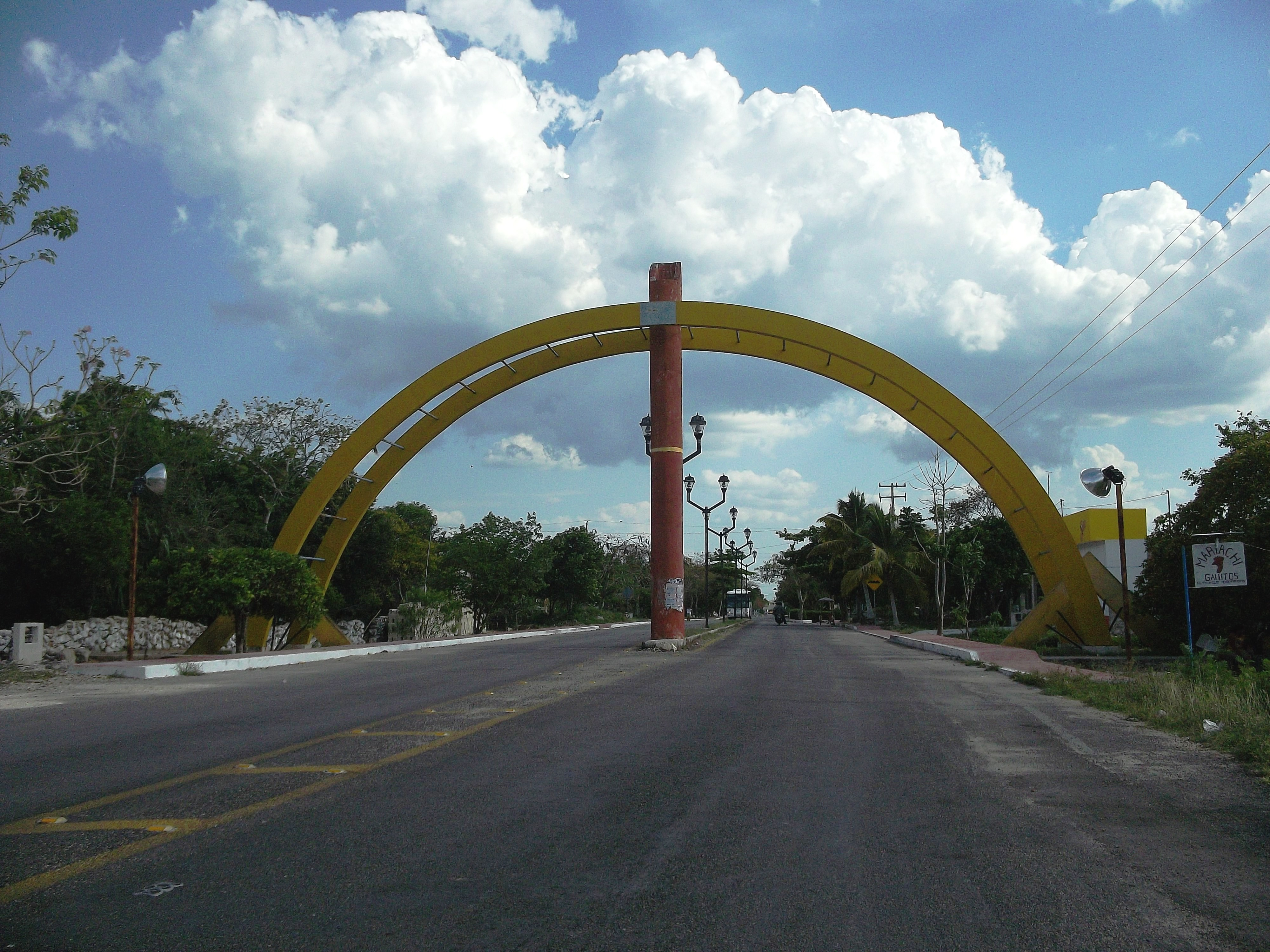
Entrada.